# Brotheas granulatus
Brotheas granulatus, někdy nazývaný též štír zrnitý, je štír z čeledi Chactidae.

## Popis
Dorůstá 60–70 mm.

## Chov
Tento štír je nenáročný na chov. Vyžaduje vlhké lesní terárium o přibližných rozměrech 15 × 15 × 15.[zdroj⁠?!] Jako podklad je vhodný lignocel nebo rašelina s vrstvou sterilizované hrabanky. Jako úkryt je vhodná kůra nebo listy. Někdy se projevuje kanibalismus, především u mláďat. Je nutné zajistit stálý přísun potravy, nebo je chovat odděleně. Teplota může být mezi 25 a 32 °C.